# Temporada 2022-23 de la NBA G League
La Temporada 2022-23 de la NBA Development League, conocida por motivos de patrocinio como NBA G League, es la vigesimosegunda temporada de la liga de desarrollo de la NBA. La competición esta temporada cuenta con la incorporación total a la competición de los equipos de NBA G League Ignite y los Capitanes de Ciudad de México, y nuevamente se disputa la denominada Showcase Cup. Posteriormente se disputa la temporada convencional, seguido de los playoffs.
Los campeones fueron Delaware Blue Coats, que lograban así su primer título, después de tres finales.

## Showcase Cup
La liga cambió su formato la temporada pasada para jugarse en dos etapas: una Copa de Exhibición (Showcase Cup) de 14 partidos y luego una temporada regular de 36 partidos con sus playoffs. Los 30 equipos están programados para jugar en la Showcase Cup que finaliza con la NBA G League Winter Showcase a mediados de diciembre. La temporada regular comenzará posteriormente con la clasificación de la liga reiniciada para clasificar para los playoffs. Los NBA G League Ignite y los Capitanes de Ciudad de México esta temporada participarán en la también en la temporada regular.

### Clasificaciones
Actualizado a 6 de diciembre de 2022.
| Equipo (afiliado)           | G  | P  | PCT  |
| --------------------------- | -- | -- | ---- |
| College Park Skyhawks (ATL) | 12 | 4  | .750 |
| Cleveland Charge (CLE)      | 11 | 5  | .688 |
| Windy City Bulls (CHI)      | 10 | 6  | .625 |
| Maine Celtics (BOS)         | 10 | 6  | .625 |
| Fort Wayne Mad Ants (IND)   | 10 | 6  | .625 |
| Sioux Falls Skyforce (MIA)  | 10 | 6  | .625 |
| Long Island Nets (BKN)      | 10 | 6  | .625 |
| Capital City Go-Go (WAS)    | 7  | 9  | .438 |
| Lakeland Magic (ORL)        | 7  | 9  | .438 |
| Raptors 905 (TOR)           | 7  | 9  | .438 |
| Westchester Knicks (NYK)    | 6  | 10 | .375 |
| Greensboro Swarm (CHA)      | 6  | 10 | .375 |
| Delaware Blue Coats (PHI)   | 6  | 10 | .375 |
| Wisconsin Herd (MIL)        | 6  | 10 | .375 |
| Motor City Cruise (DET)     | 3  | 13 | .188 |
| Grand Rapids Gold (DEN)     | 3  | 13 | .188 |

| Equipo (afiliado)              | G  | P  | PCT  |
| ------------------------------ | -- | -- | ---- |
| South Bay Lakers (LAL)         | 12 | 4  | .750 |
| Rio Grande Valley Vipers (HOU) | 12 | 4  | .750 |
| Ontario Clippers (LAC)         | 12 | 4  | .750 |
| Iowa Wolves (MIN)              | 11 | 5  | .688 |
| Capitanes de Ciudad de México  | 10 | 6  | .625 |
| Memphis Hustle (MEM)           | 9  | 7  | .563 |
| Santa Cruz Warriors (GSW)      | 8  | 8  | .500 |
| Stockton Kings (SAC)           | 7  | 9  | .438 |
| Texas Legends (DAL)            | 7  | 9  | .438 |
| Oklahoma City Blue (OKC)       | 7  | 9  | .438 |
| Salt Lake City Stars (UTA)     | 6  | 10 | .375 |
| Birmingham Squadron (NOP)      | 6  | 10 | .375 |
| Austin Spurs (SAS)             | 5  | 11 | .313 |
| NBA G League Ignite            | 4  | 12 | .250 |

      Clasificados para playoffs de la Showcase Cup.

### Playoffs
|  | Cuartos de final | Cuartos de final         | Cuartos de final |                  |     | Semifinales      | Semifinales     | Semifinales     |  |   | Final de la Showcase Cup | Final de la Showcase Cup | Final de la Showcase Cup |  |
|  | 19 de diciembre  | 19 de diciembre          | 19 de diciembre  |                  |     | 20 de diciembre  | 20 de diciembre | 20 de diciembre |  |   | 22 de diciembre          | 22 de diciembre          | 22 de diciembre          |  |
|  |                  |                          |                  |                  |     |                  |                 |                 |  |   |                          |                          |                          |  |
|  |                  |                          |                  |                  |     |                  |                 |                 |  |   |                          |                          |                          |  |
|  | 1                | South Bay Lakers         | 106              |                  |     |                  |                 |                 |  |   |                          |                          |                          |  |
|  | 1                | South Bay Lakers         | 106              |                  |     |                  |                 |                 |  |   |                          |                          |                          |  |
|  | 8                | Maine Celtics            | 112              |                  |     |                  |                 |                 |  |   |                          |                          |                          |  |
|  | 8                | Maine Celtics            | 112              |                  | 8   | Maine Celtics    | 112             |                 |  |   |                          |                          |                          |  |
|  |                  |                          |                  |                  | 8   | Maine Celtics    | 112             |                 |  |   |                          |                          |                          |  |
|  |                  |                          | 4                | Ontario Clippers | 124 |                  |                 |                 |  |   |                          |                          |                          |  |
|  | 4                | Ontario Clippers         | 4                | Ontario Clippers | 124 | 121              |                 |                 |  |   |                          |                          |                          |  |
|  | 4                | Ontario Clippers         |                  |                  |     |                  |                 |                 |  |   |                          |                          |                          |  |
|  | 5                | Iowa Wolves              | 95               |                  |     |                  |                 |                 |  |   |                          |                          |                          |  |
|  | 5                | Iowa Wolves              | 95               |                  |     |                  |                 |                 |  | 4 | Ontario Clippers         | 99                       |                          |  |
|  |                  |                          |                  |                  |     |                  |                 |                 |  | 4 | Ontario Clippers         | 99                       |                          |  |
|  |                  |                          | 7                | Windy City Bulls | 97  |                  |                 |                 |  |   |                          |                          |                          |  |
|  | 3                | College Park Skyhawks    | 7                | Windy City Bulls | 97  | 104              |                 |                 |  |   |                          |                          |                          |  |
|  | 3                | College Park Skyhawks    |                  |                  |     |                  |                 |                 |  |   |                          |                          |                          |  |
|  | 6                | Cleveland Charge         | 120              |                  |     |                  |                 |                 |  |   |                          |                          |                          |  |
|  | 6                | Cleveland Charge         | 120              |                  | 6   | Cleveland Charge | 94              |                 |  |   |                          |                          |                          |  |
|  |                  |                          |                  |                  | 6   | Cleveland Charge | 94              |                 |  |   |                          |                          |                          |  |
|  |                  |                          | 7                | Windy City Bulls | 96  |                  |                 |                 |  |   |                          |                          |                          |  |
|  | 2                | Rio Grande Valley Vipers | 7                | Windy City Bulls | 96  | 96               |                 |                 |  |   |                          |                          |                          |  |
|  | 2                | Rio Grande Valley Vipers |                  |                  |     |                  |                 |                 |  |   |                          |                          |                          |  |
|  | 7                | Windy City Bulls         | 102              |                  |     |                  |                 |                 |  |   |                          |                          |                          |  |
|  | 7                | Windy City Bulls         | 102              |                  |     |                  |                 |                 |  |   |                          |                          |                          |  |
|  |                  |                          |                  |                  |     |                  |                 |                 |  |   |                          |                          |                          |  |

#### Final
| 22 de diciembre | Ontario Clippers                                                | 98–104               | Windy City Bulls                                            | |  |
|                 | Parciales: 23–25, 23–24, 28–23, 25–25                           |                      |                                                             | |  |
|                 | Estadísticas Brandon Boston 21 tres jugadores 8 Jason Preston 7 | Reporte Pts Reb Asts | Estadísticas 22 Carlik Jones 12 Daniel Oturu 7 Carlik Jones | Pabellón: Mandalay Bay Convention Center, Las Vegas, Nevada Árbitros: #77 Jenna Reneau, #80 Jamahl Ralls, #34 Brent Haskill Televisión: ESPN |  |

## Temporada regular
| Pos. | Equipo                          | G  | P  | Pts | PD |
| ---- | ------------------------------- | -- | -- | --- | -- |
| 1    | y – Long Island Nets (BKN)      | 23 | 9  | 55  | —  |
| 2    | x – Delaware Blue Coats (PHI)   | 20 | 12 | 52  | 3  |
| 3    | x – Capital City Go-Go (WAS)    | 19 | 13 | 51  | 4  |
| 4    | x – Maine Celtics (BOS)         | 19 | 13 | 51  | 4  |
| 5    | x – Cleveland Charge (CLE)      | 18 | 14 | 50  | 5  |
| 6    | x – Fort Wayne Mad Ants (IND)   | 18 | 14 | 50  | 5  |
|      |                                 |    |    |     |    |
| 7    | e – Windy City Bulls (CHI)      | 18 | 14 | 50  | 5  |
| 8    | e – Lakeland Magic (ORL)        | 18 | 14 | 50  | 5  |
| 9    | e – Motor City Cruise (DET)     | 17 | 15 | 49  | 6  |
| 10   | e – Raptors 905 (TOR)           | 16 | 16 | 48  | 7  |
| 11   | e – College Park Skyhawks (ATL) | 15 | 17 | 47  | 8  |
| 12   | e – Greensboro Swarm (CHA)      | 11 | 21 | 43  | 12 |
| 13   | e – Wisconsin Herd (MIL)        | 11 | 21 | 43  | 12 |
| 14   | e – Grand Rapids Gold (DEN)     | 9  | 23 | 41  | 14 |
| 15   | e – Westchester Knicks (NYK)    | 9  | 23 | 41  | 14 |

| Pos. | Equipo                             | G  | P  | Pts | PD |
| ---- | ---------------------------------- | -- | -- | --- | -- |
| 1    | y – Stockton Kings (SAC)           | 25 | 7  | 57  | —  |
| 2    | x – Memphis Hustle (MEM)           | 23 | 9  | 55  | 2  |
| 3    | x – South Bay Lakers (LAL)         | 21 | 11 | 53  | 4  |
| 4    | x – Salt Lake City Stars (UTA)     | 20 | 12 | 52  | 5  |
| 5    | x – Sioux Falls Skyforce (MIA)     | 20 | 12 | 52  | 5  |
| 6    | x – Rio Grande Valley Vipers (HOU) | 18 | 14 | 50  | 7  |
|      |                                    |    |    |     |    |
| 7    | e – Santa Cruz Warriors (GSW)      | 18 | 14 | 50  | 7  |
| 8    | e – Capitanes de Ciudad de México  | 18 | 14 | 50  | 7  |
| 9    | e – Ontario Clippers (LAC)         | 17 | 15 | 49  | 8  |
| 10   | e – Oklahoma City Blue (OKC)       | 13 | 19 | 45  | 12 |
| 11   | e – NBA G League Ignite            | 11 | 21 | 43  | 14 |
| 12   | e – Birmingham Squadron (NO)       | 11 | 21 | 43  | 14 |
| 13   | e – Iowa Wolves (MIN)              | 9  | 23 | 41  | 16 |
| 14   | e – Austin Spurs (SAS)             | 8  | 24 | 40  | 17 |
| 15   | e – Texas Legends (DAL)            | 7  | 25 | 39  | 18 |

## Playoffs
|  | Cuartos de final de Conferencia 28 y 29 de marzo | Cuartos de final de Conferencia 28 y 29 de marzo | Cuartos de final de Conferencia 28 y 29 de marzo |                          |     | Semifinales de Conferencia 29 y 30 de marzo | Semifinales de Conferencia 29 y 30 de marzo | Semifinales de Conferencia 29 y 30 de marzo |  |   | Finales de Conferencia 2 de abril | Finales de Conferencia 2 de abril | Finales de Conferencia 2 de abril |   |  | Finales 4 y 6 de abril (al mejor de 3) | Finales 4 y 6 de abril (al mejor de 3) | Finales 4 y 6 de abril (al mejor de 3) |  |
|  |                                                  |                                                  |                                                  |                          |     |                                             |                                             |                                             |  |   |                                   |                                   |                                   |   |  |                                        |                                        |                                        |  |
|  |                                                  |                                                  |                                                  |                          |     |                                             |                                             |                                             |  |   |                                   |                                   |                                   |   |  |                                        |                                        |                                        |  |
|  |                                                  |                                                  |                                                  |                          |     |                                             |                                             |                                             |  |   |                                   |                                   |                                   |   |  |                                        |                                        |                                        |  |
|  |                                                  |                                                  |                                                  |                          |     |                                             |                                             |                                             |  |   |                                   |                                   |                                   |   |  |                                        |                                        |                                        |  |
|  |                                                  |                                                  |                                                  |                          |     |                                             |                                             |                                             |  |   |                                   |                                   |                                   |   |  |                                        |                                        |                                        |  |
|  |                                                  | 1                                                | Long Island Nets                                 | 111                      |     |                                             |                                             |                                             |  |   |                                   |                                   |                                   |   |  |                                        |                                        |                                        |  |
|  |                                                  |                                                  |                                                  | 111                      |     |                                             |                                             |                                             |  |   |                                   |                                   |                                   |   |  |                                        |                                        |                                        |  |
|  |                                                  |                                                  | 5                                                | Cleveland Charge         | 107 |                                             |                                             |                                             |  |   |                                   |                                   |                                   |   |  |                                        |                                        |                                        |  |
|  | 4                                                | Maine Celtics                                    | 5                                                | Cleveland Charge         | 107 | 100                                         |                                             |                                             |  |   |                                   |                                   |                                   |   |  |                                        |                                        |                                        |  |
|  | 4                                                | Maine Celtics                                    |                                                  |                          |     |                                             |                                             |                                             |  |   |                                   |                                   |                                   |   |  |                                        |                                        |                                        |  |
|  | 5                                                | Cleveland Charge                                 | 113                                              |                          |     |                                             |                                             |                                             |  |   |                                   |                                   |                                   |   |  |                                        |                                        |                                        |  |
|  | 5                                                | Cleveland Charge                                 | 113                                              |                          |     |                                             |                                             |                                             |  | 1 | Long Island Nets                  | 94                                |                                   |   |  |                                        |                                        |                                        |  |
|  | Conferencia Este                                 |                                                  |                                                  |                          |     |                                             |                                             |                                             |  | 1 | Long Island Nets                  | 94                                |                                   |   |  |                                        |                                        |                                        |  |
|  |                                                  |                                                  | 2                                                | Delaware Blue Coats      | 108 |                                             |                                             |                                             |  |   |                                   |                                   |                                   |   |  |                                        |                                        |                                        |  |
|  | 3                                                | Capital City Go-Go                               | 2                                                | Delaware Blue Coats      | 108 | 101                                         |                                             |                                             |  |   |                                   |                                   |                                   |   |  |                                        |                                        |                                        |  |
|  | 3                                                | Capital City Go-Go                               |                                                  |                          |     |                                             |                                             |                                             |  |   |                                   |                                   |                                   |   |  |                                        |                                        |                                        |  |
|  | 6                                                | Fort Wayne Mad Ants                              | 87                                               |                          |     |                                             |                                             |                                             |  |   |                                   |                                   |                                   |   |  |                                        |                                        |                                        |  |
|  | 6                                                | Fort Wayne Mad Ants                              | 87                                               |                          | 2   | Delaware Blue Coats                         | 104                                         |                                             |  |   |                                   |                                   |                                   |   |  |                                        |                                        |                                        |  |
|  |                                                  |                                                  |                                                  |                          | 2   | Delaware Blue Coats                         | 104                                         |                                             |  |   |                                   |                                   |                                   |   |  |                                        |                                        |                                        |  |
|  |                                                  |                                                  | 3                                                | Capital City Go-Go       | 99  |                                             |                                             |                                             |  |   |                                   |                                   |                                   |   |  |                                        |                                        |                                        |  |
|  |                                                  |                                                  | 3                                                | Capital City Go-Go       | 99  |                                             |                                             |                                             |  |   |                                   |                                   |                                   |   |  |                                        |                                        |                                        |  |
|  |                                                  |                                                  |                                                  |                          |     |                                             |                                             |                                             |  |   |                                   |                                   |                                   |   |  |                                        |                                        |                                        |  |
|  |                                                  |                                                  |                                                  |                          |     |                                             |                                             |                                             |  |   |                                   |                                   |                                   |   |  |                                        |                                        |                                        |  |
|  |                                                  |                                                  |                                                  |                          |     |                                             |                                             |                                             |  |   |                                   | 2                                 | Delaware Blue Coats               | 2 |  |                                        |                                        |                                        |  |
|  |                                                  |                                                  |                                                  |                          |     |                                             |                                             |                                             |  |   |                                   |                                   |                                   | 2 |  |                                        |                                        |                                        |  |
|  |                                                  |                                                  | 6                                                | Rio Grande Valley Vipers | 0   |                                             |                                             |                                             |  |   |                                   |                                   |                                   |   |  |                                        |                                        |                                        |  |
|  |                                                  |                                                  | 6                                                | Rio Grande Valley Vipers | 0   |                                             |                                             |                                             |  |   |                                   |                                   |                                   |   |  |                                        |                                        |                                        |  |
|  |                                                  |                                                  |                                                  |                          |     |                                             |                                             |                                             |  |   |                                   |                                   |                                   |   |  |                                        |                                        |                                        |  |
|  |                                                  |                                                  |                                                  |                          |     |                                             |                                             |                                             |  |   |                                   |                                   |                                   |   |  |                                        |                                        |                                        |  |
|  |                                                  | 1                                                | Stockton Kings                                   | 97                       |     |                                             |                                             |                                             |  |   |                                   |                                   |                                   |   |  |                                        |                                        |                                        |  |
|  |                                                  |                                                  |                                                  | 97                       |     |                                             |                                             |                                             |  |   |                                   |                                   |                                   |   |  |                                        |                                        |                                        |  |
|  |                                                  |                                                  | 5                                                | Sioux Falls Skyforce     | 98  |                                             |                                             |                                             |  |   |                                   |                                   |                                   |   |  |                                        |                                        |                                        |  |
|  | 4                                                | Salt Lake City Stars                             | 5                                                | Sioux Falls Skyforce     | 98  | 107                                         |                                             |                                             |  |   |                                   |                                   |                                   |   |  |                                        |                                        |                                        |  |
|  | 4                                                | Salt Lake City Stars                             |                                                  |                          |     |                                             |                                             |                                             |  |   |                                   |                                   |                                   |   |  |                                        |                                        |                                        |  |
|  | 5                                                | Sioux Falls Skyforce                             | 115                                              |                          |     |                                             |                                             |                                             |  |   |                                   |                                   |                                   |   |  |                                        |                                        |                                        |  |
|  | 5                                                | Sioux Falls Skyforce                             | 115                                              |                          |     |                                             |                                             |                                             |  | 5 | Sioux Falls Skyforce              | 105                               |                                   |   |  |                                        |                                        |                                        |  |
|  | Conferencia Oeste                                |                                                  |                                                  |                          |     |                                             |                                             |                                             |  | 5 | Sioux Falls Skyforce              | 105                               |                                   |   |  |                                        |                                        |                                        |  |
|  |                                                  |                                                  | 6                                                | Rio Grande Valley Vipers | 110 |                                             |                                             |                                             |  |   |                                   |                                   |                                   |   |  |                                        |                                        |                                        |  |
|  | 3                                                | South Bay Lakers                                 | 6                                                | Rio Grande Valley Vipers | 110 | 122                                         |                                             |                                             |  |   |                                   |                                   |                                   |   |  |                                        |                                        |                                        |  |
|  | 3                                                | South Bay Lakers                                 |                                                  |                          |     |                                             |                                             |                                             |  |   |                                   |                                   |                                   |   |  |                                        |                                        |                                        |  |
|  | 6                                                | Rio Grande Valley Vipers                         | 124                                              |                          |     |                                             |                                             |                                             |  |   |                                   |                                   |                                   |   |  |                                        |                                        |                                        |  |
|  | 6                                                | Rio Grande Valley Vipers                         | 124                                              |                          | 2   | Memphis Hustle                              | 108                                         |                                             |  |   |                                   |                                   |                                   |   |  |                                        |                                        |                                        |  |
|  |                                                  |                                                  |                                                  |                          | 2   | Memphis Hustle                              | 108                                         |                                             |  |   |                                   |                                   |                                   |   |  |                                        |                                        |                                        |  |
|  |                                                  |                                                  | 6                                                | Rio Grande Valley Vipers | 110 |                                             |                                             |                                             |  |   |                                   |                                   |                                   |   |  |                                        |                                        |                                        |  |
|  |                                                  |                                                  | 6                                                | Rio Grande Valley Vipers | 110 |                                             |                                             |                                             |  |   |                                   |                                   |                                   |   |  |                                        |                                        |                                        |  |
|  |                                                  |                                                  |                                                  |                          |     |                                             |                                             |                                             |  |   |                                   |                                   |                                   |   |  |                                        |                                        |                                        |  |
|  |                                                  |                                                  |                                                  |                          |     |                                             |                                             |                                             |  |   |                                   |                                   |                                   |   |  |                                        |                                        |                                        |  |
|  |                                                  |                                                  |                                                  |                          |     |                                             |                                             |                                             |  |   |                                   |                                   |                                   |   |  |                                        |                                        |                                        |  |
|  |                                                  |                                                  |                                                  |                          |     |                                             |                                             |                                             |  |   |                                   |                                   |                                   |   |  |                                        |                                        |                                        |  |

### Estadísticas
| Categoría               | Jugador       | Equipo(s)           | Estadística |
| ----------------------- | ------------- | ------------------- | ----------- |
| Puntos por partido      | Carlik Jones  | Windy City Bulls    | 26.1        |
| Rebotes por partido     | Jayce Johnson | Santa Cruz Warriors | 13.5        |
| Asistencias por partido | Jacob Gilyard | Memphis Hustle      | 9.6         |
| Robos por partido       | Kris Dunn     | Capital City Go-Go  | 2.5         |
| Tapones por partido     | Jay Huff      | Capital City Go-Go  | 3.1         |

Fuente: NBA G League Stats.

## Galardones

### Jugador de la semana
| Fecha                             | Jugador           | Equipo                        | Ref.   |
| --------------------------------- | ----------------- | ----------------------------- | ------ |
| 5 al 13 de noviembre              | Gabe York         | Fort Wayne Mad Ants           | [ 6 ]  |
| 14 al 20 de noviembre             | Sharife Cooper    | Cleveland Charge              | [ 7 ]  |
| 21 al 27 de noviembre             | Luka Garza        | Iowa Wolves                   | [ 8 ]  |
| 28 de noviembre al 4 de diciembre | Gabe York (2)     | Fort Wayne Mad Ants           | [ 9 ]  |
| 5 al 11 de diciembre              | Moussa Diabaté    | Ontario Clippers              | [ 10 ] |
| 12 al 17 de diciembre             | Scotty Pippen Jr. | South Bay Lakers              | [ 11 ] |
| 26 de diciembre al 1 de enero     | Mason Jones       | Capitanes de Ciudad de México | [ 12 ] |
| 2 al 8 de enero                   | Sharife Cooper    | Rio Grande Valley Vipers      | [ 13 ] |
| 9 al 15 de enero                  | Reggie Perry      | Raptors 905                   | [ 14 ] |
| 16 al 22 de enero                 | Gabe York (3)     | Fort Wayne Mad Ants           | [ 15 ] |
| 23 al 29 de enero                 | Darius Days       | Rio Grande Valley Vipers      | [ 16 ] |
| 30 de enero al 5 de febrero       | Frank Jackson     | Salt Lake City Stars          | [ 17 ] |
| 6 al 12 de febrero                | Grant Riller      | Texas Legends                 | [ 18 ] |
| 27 de febrero al 5 de marzo       | Mac McClung       | Delaware Blue Coats           | [ 19 ] |
| 6 al 12 de marzo                  | Frank Jackson     | Salt Lake City Stars          | [ 20 ] |
| 13 al 19 de marzo                 | Lester Quiñones   | Santa Cruz Warriors           | [ 21 ] |
| 20 al 26 de marzo                 | Mfiondu Kabengele | Maine Celtics                 | [ 22 ] |

### Jugador del mes
| Mes       | Jugador        | Equipo                        | Ref.   |
| --------- | -------------- | ----------------------------- | ------ |
| Noviembre | Luka Samanic   | Maine Celtics                 | [ 23 ] |
| Diciembre | Mason Jones    | Capitanes de Ciudad de México | [ 24 ] |
| Enero     | Sharife Cooper | Cleveland Charge              | [ 25 ] |
| Febrero   | Carlik Jones   | Windy City Bulls              | [ 26 ] |
| Marzo     | Darius Days    | Rio Grande Valley Vipers      | [ 27 ] |

### Winter Showcase

#### MVP
- Brandon Boston Jr., Ontario Clippers[28]

#### Mejor quinteto del Showcase
- C, Kenneth Lofton Jr., Memphis Hustle[29]
- F/C, Isaiah Mobley, Cleveland Charge[29]
- F, Brandon Boston Jr., Ontario Clippers[29]
- G, Terry Taylor, Fort Wayne Mad Ants[29]
- G, Tre Mann, Oklahoma City Blue[29]